# Takashi Hara (artiste)
 (avril 2023).
Pour les articles homonymes, voir Hara.
Pour l'homme d'État japonais, voir Hara Takashi.
Takashi Hara (ハラ タカシ, né le 14 avril 1983) est un artiste contemporain japonais.
La peinture de l'artiste se caractérise par des couleurs, des formes, des lettres et la recherche de figures. Peintre, sculpteur, calligraphe et poète, il expose dans plusieurs pays, notamment au Canada et aux Etats-Unis. Il est aujourd’hui basé à Tokyo, à Paris, à Hong Kong, et à Shanghai et Beijing.

## Biographie
L'amour de l'art lui vient de la calligraphie qu'il perfectionna de manière professionnelle en tant qu'artiste à 21 ans. Il se rend au Canada pour être diplômé d'un bacchalauréat en Beaux-Arts, puis aux Etats-Unis pour obtenir une maîtrise en Beaux-Arts au sein de l'Université d'Etat de l'Arizona[source secondaire nécessaire].

## L'œuvre
Takashi Hara propose depuis quelques années un univers plastique autour de la figure du cochien (mi-cochon, mi-chien) pour questioner les notions d'identité, d'immigration, de géographie, de voyage. Le cochon, animal le plus consommé sur Terre, est ici totalement humanisé par lui[source secondaire nécessaire].
Les « peintures graphoniques » de Takashi Hara, ou « peintures-écritures », visent à laisser entendre le son des écritures dans la pensée, ce que l’historien de l’art et critique d’art Jean-Pierre Criqui évoque sous le nom d’« images- acoustiques »[source insuffisante].

## Expositions

### Principales expositions personnelles

#### 2023
- True Character (K11, Guangzhou, Chine)

#### 2022
- Aujourd'hui est le jour (A2Z Art Gallery, Paris, France)
- Strength of our memories (Nanjo Art Museum, Okinawa, Japon) [5],[6]

#### 2021
- Résilience x Cactus x Piano (A2Z Art Gallery, Paris, France)

#### 2020
- Cochons la voie ! (A2Z Art Gallery, Paris, France)

#### 2019
- Pig Nation - A story of Humanity (A2Z Art Gallery, Paris, France)
- Pig Nation - A story of Humanity (A2Z Art Gallery, Hong Kong)

#### 2017
- ARTAK11 - Taboo City (Gallery NIW, Tokyo, Japon) [7]
- ARTAK12 (Arteles Art Center, Haukijärvi, Finlande)

#### 2016
- ARTAK10 - Indigo Wasabi (Eye Lounge, Phoenix, États-Unis)

#### 2015
- ARTAK7 - The nail sticks out gets hammered in (MFA Thesis Exhibition Night Gallery, Tempe, USA)
- ARTAK8 - No sense of Wonder (Eye Lounge, Phoenix, États-Unis)
- ARTAK9 - Twisted Mirror (Phoenix Institute of Contemporary Art (phiCA), Phoenix, États-Unis)

#### 2014
- Re:valuation (Night Gallery, Tempe, États-Unis)

#### 2012
- ARTAK6 (Nouveau Gallery, Regina, Canada)
- ARTAK5 (Gallery west, Toronto, Canada)

#### 2011
- ARTAK4 - Disports (5th Parallel Gallery, Regina, Canada)

#### 2010
- ARTAK3 ( Nasu Kogen Kaijo Junior and Senior High School, Préfecture de Tochigi, Japon)
- ARTAK2 - Kotodama (The Eight-Track Gallery, Regina, Canada)
- ARTAK1 - Sneakers (5th Parallel Gallery, Regina, Canada)

### Expositions collectives

#### 2018
- Interpre8 (A2Z Art Gallery, Hong Kong)

#### 2016
- Insights (Eye Lounge, Phoenix, États-Unis)
- Here and Now (Hiroshige Gallery, Tokyo, Japon)

#### 2015
- Nostalgie (Eye Lounge, Phoenix, États-Unis)
- Small Favors X (The Clay Studio, Philadelphie, États-Unis)
- ACGA 3rd Clay & Glass Biennial (Brea Art Gallery, Brea, Californie, États-Unis)

### Foires

#### 2024
- Art Paris ( Paris, France)
- Art Central (Hong Kong)

#### 2023
- Asia Now (Paris, France)

#### 2022
- Art 021 (Shanghai, Chine)
- Asia Now (Paris, France)

#### 2021
- Art 021 Shanghai (Shanghai, Chine)[8]
- JINGART 2021 (Pékin, Chine) [9]
- ASIA NOW (Paris, France) [10]